# アストンマーティン・DB10
DB10は、イギリスの自動車メーカーであるアストンマーティンが製造した、クーペタイプのスポーツカーである。

## 概要
2015年の映画007 スペクターの撮影用に、10台が製造された。

製造された10台のうち1台は2016年にチャリティオークションに出品され、約240万ポンド（約4億円）で落札された。

## 構造
エンジンはV8ヴァンテージに搭載されているのと同じ4.7リッターV8エンジンを搭載しており、出力は436馬力。